# 北海戰鬥
北海戰鬥發生於1930年3月29日，地點則是在中國粵西一帶，是國民革命軍內部所發生的內戰戰鬥之一。北海戰鬥的交戰雙方，一方為粵軍陳章甫部，另一方為桂軍。